# Motor de mescla pobra
Es denomina  motor de mescla pobra  a un motor de combustió interna alternatiu en el qual no és necessari que la mescla sigui estequiomètrica, és a dir, que tingui unes proporcions més o menys fixes d'aire i combustible, pel que poden funcionar amb dosis relatives menors a la unitat.
Una de les grans pèrdues d'energia dels motors de gasolina són les  pèrdues per bombament .
En els motors de gasolina per dosificar la potència a part de dosificar el combustible es restringeix la quantitat d'aire que entra als cilindres mitjançant una vàlvula de papallona.
Això l'obliga a realitzar un esforç de succió al motor, que produeix aquestes  pèrdues per bombament , fet que comporta un major consum de combustible. De fet l'aprofitament màxim del combustible es produeix en parell màxim i amb l'accelerador a fons.
Quan augmenta la potència també augmenta el consum, però no en la mateixa mesura.
La necessitat que la mescla sigui estequiomètrica en altres motors és perquè si la mescla és massa pobra, l'espurna no encén bé la mescla, i si és massa rica no es crema tot el combustible. També hi ha la necessitat d'utilitzar mescles estequiométricas en usar catalitzadors de tres vies.
El motor de mescla pobra més antic que es fabrica actualment és el motor dièsel, que no requereix cap espurna per encendre el combustible i la combustió no es desenvolupa per propagació d'un front de flama, sinó per difusió.
La tècnica més utilitzada perquè l'espurna pugui encendre la mescla pobra és la  mescla estratificada . Consisteix a tenir diverses zones amb diferent proporció de mescla aire/combustible: una més concentrada prop de l'espurna perquè encengui i una altra al voltant amb molta menys gasolina o pràcticament res. Les tècniques utilitzades per aconseguir van des utilitzar un injector en la cambra de combustió que polvoritzi el combustible prop de la bugia fins a una sistema en què l'injector està a l'entrada del cilindre, com és habitual en els motors de gasolina. Mitjançant estudi per ordinador del corrent d'aire dins del cilindre, s'aconsegueix dissenyar el motor de manera que el "núvol" de combustible generat per l'injector a l'entrada del cilindre, passi per la bugia en el moment de saltar l'espurna.
Hi ha també un projecte de motor de  mescla pobra homogènia  no estratificada, que és una espècie d'híbrid entre un dièsel i un gasolina, el motor HCCI (de l'anglès  Homogeneous charge compression Ignition ). La mescla s'injecta durant la fase d'admissió com en els gasolina, però la ignició de la mescla es produeix per compressió com en els dièsel. El problema és controlar en quin moment es produeix l'explosió.
En conclusió, un motor de mescla pobra consumeix menys a règim normal (es pot enriquir la mescla quan se li demana més potència). Produeix menys CO  2  però en canvi produeix més NOx igual que els dièsel.